# Ivan Mrkić
Ivan Mrkić (en serbe cyrillique : Иван Мркић ; né le 30 mai 1953 à Belgrade) est un diplomate serbe. Le 27 juillet 2012, il est élu ministre des Affaires étrangères dans le gouvernement d'Ivica Dačić ; le 2 septembre 2013, il est reconduit dans ses fonctions.

## Carrière professionnelle
Ivan Mrkić naît à Belgrade le 30 mai 1953. Il suit les cours de la Faculté de droit de l'université de Belgrade, dont il sort diplômé en 1977, et, l'année suivante, il commence à travailler au Ministère fédéral des Affaires étrangères. De 1979 à 1982, il est fonctionnaire au Département des organisations internationales au sein du ministère et, de 1982 à 1986, il est attaché aux affaires politiques au sein de la Mission de la République fédérative socialiste de Yougoslavie auprès des Nations unies.
Ivan Mrkić devient chef adjoint du Département des activités multilatérales, ce qui lui vaut de participer aux réunions de l'Assemblée générale des Nations unies et de faire partie des délégations aux conférences internationales sur la sécurité et le désarmement et, notamment, aux conférences sur l'utilisation non pacifique de l'énergie nucléaire et sur l'interdiction des armes chimiques. Il est également membre de la délégation yougoslave à la Neuvième conférence des pays non alignés qui se tient à Belgrade en 1989.
De 1990 à 1992, il est « ministre conseiller » (en serbe : ministar savetnik) de la mission de la République fédérative socialiste de Yougoslavie auprès de la Communauté économique européenne (CEE) à Bruxelles et participe aux conférences sur l'ex-Yougoslavie à La Haye et à Bruxelles. À son retour à Belgrade, en 1992, il devient chef de cabinet de Dobrica Ćosić, le premier président de la République fédérale de Yougoslavie.
De 1993 à 1999, Ivan Mrkić, diplomate, est chargé d'affaires à Nicosie ; cette mission lui vaudra parfois d'être considéré comme « le gardien du trésor de Slobodan Milošević à Chypre ». En 1999, il est élevé au rang d'ambassadeur et, en 2000, après avoir rejoint Belgrade, il devient chef adjoint du Département des relations bilatérales au ministère des Affaires étrangères puis, de 2001 à 2004, il dirige le département, d'abord pour la République fédérale de Yougoslavie puis pour la Serbie-et-Monténégro. Au début de 2004, il est élu au groupe des « ambassadeurs chargés de missions spéciales et ad hoc » et, en 2005, il préside la Commission nationale pour la mise en œuvre de la Convention sur l'interdiction des armes chimiques (CIAC).
De 2006 à 2011, Ivan Mrkić assure la mission d'ambassadeur de Serbie au Japon et, à son retour, il devient secrétaire d'État au ministère des Affaires étrangères de la République de Serbie, alors dirigé par Vuk Jeremić,.

## Ministre des Affaires étrangères
Le 27 août 2012, Ivan Mrkić devient ministre des Affaires étrangères dans le gouvernement présidé par Ivica Dačić ; il n'est affilié à aucun parti mais approuvé par le Parti progressiste serbe (SNS) du nouveau président de la République Tomislav Nikolić,.
Immédiatement après son élection au ministère, il annonce qu'il n'y aura aucun changement dans la politique étrangère de la Serbie, reprenant ainsi à son compte les fondements de cette politique : la préservation de l'intégrité territoriale, la souveraineté du pays et la priorité que constitue l'intégration de la Serbie dans l'Union européenne.
Après la crise gouvernementale de l'été 2013, le 2 septembre 2013, il est reconduit dans ses fonctions.

## Vie privée
Ivan Mrkić est marié et père de deux enfants. Il parle anglais et français.